# Tavrus
Tavrus (in armeno Տավրուս) è un comune di 96 abitanti (2010) della Provincia di Syunik in Armenia.